# Roland Dyens
Roland Dyens (ur. 19 października 1955 w Tunisie, zm. 29 października 2016 w Paryżu) – francuski gitarzysta.

## Życiorys
Dyens studiował gitarę klasyczną z hiszpańskim gitarzystą Alberto Ponce. Był wielokrotnie nagradzany w konkursach dla gitarzystów klasycznych i kompozytorów. Jako  wykonawca Dyens znany był ze swojej niezwykłej zdolności improwizacji, od której często rozpoczynał swoje koncerty, aby poczuć się pewniej na scenie. Jego muzyka czerpała z elementów z folku i jazzu. Najpopularniejsze utwory to m.in.: to Tango en Skai (1985) oraz Libra Sonatine (1986) napisane w trzech częściach: „Indie”, „Largo”, „Fuoco”. Skaj to francuskie slangowe słowo na imitację skóry. W utworze odwołuje się do Gaucho z Argentyny i południowej Brazylii, którzy są znani ze swoich charakterystycznych skórzanych strojach. Stąd Tango en Skai to humorystyczne, krzykliwe podejście do tanga. Roland Dyens był jednym z najbardziej twórczych kompozytorów swojego pokolenia. Dyens wydał również kilka tomów aranży. Począwszy od standardów jazzu brazylijskiej muzyki ludowej, aranże te należą do popularnego repertuaru zarówno profesjonalnych jak i amatorskich gitarzystów. Dyens wielokrotnie występował na festiwalach muzycznych na całym świecie.
Uczył w Konserwatorium Paryskim (fr. Conservatoire de Paris), gdzie był profesorem gitary.

## Utwory wybrane
- Aria (gitara kwintet)
- Brésils (4 gitary lub zespół)
- Vol.1 chansons Françaises (gitara solowa)
- Vol.1 chansons Françaises (gitara solowa – tabulatury)
- Vol.2 chansons Françaises (gitara solowa)
- Citrons doux et le Quatuor Accorde (gitara solowa)
- Concertino de Nürtingen (solo gitary i zespół)
- Concerto en Si (solówkę gitarową i zespół)
- Koncert Métis (gitara i fortepian)
- Koncert Métis (solo gitary i orkiestrę smyczkową)
- Concertomaggio (2 gitary i orkiestrę smyczkową)
- Comme un rond d'eau (4 gitary)
- Cote Nord (2 gitary)
- Cote Sud (gitara oktet – kwartet możliwe)
- Eloge De Leo Brouwer (gitara solowa)
- Hamsa (4 gitary lub gitary zespół)
- Hommage à Franck Zappa (gitara solowa)
- Hommage à Villa-Lobos (gitara solowa)
- LB Story (gitara solowa)
- Libra Sonatine (gitara solowa)
- Lulla od Melissa (gitara solowa)
- Mambo des Niuanse et Lille Song (solo)
- Mes ustalenia à l'sympatyczny (gitara solowa)
- Muguet et L'aluzyjny (gitara solowa)
- Rossiniana n ° 1 d'après Mauro Giuliani (solo na gitarze i kwartet smyczkowy)
- Rythmaginaires (gitara oktet)
- Santo Tirso (gitara solowa)
- Songe Koziorożec (gitara solowa)
- Suite Polymorphe (4 gitary lub gitary zespół)
- Tango en Skai (solo na gitarze i kwartet smyczkowy)
- Tango en Skai (gitara solowa)
- Triaela (gitara solowa)
- Trois (3) sztuk polyglottes – Valse des Loges, Latający Peruki & Sols d'Ièze (gitara solowa)
- Trois Saudades
- Valse des Anges – (gitara solowa)
- Valse pl skaj (gitara solowa)
- Wariacje sur un thème de la "Flûte enchantée" Mozart / Sor (4 gitary lub gitary zespół)
- Ville d'Avril (4 gitary lub gitary zespół)
- Ville d'Avril (gitara solowa)

## Dyskografia
- Chansons Françaises Tom 1
- Chansons Françaises Tom 2